# (635) Vundtia
(635) Vundtia est un astéroïde de la ceinture principale découvert le 9 juin 1907 par l'astronome allemand K. Lohnert.
Il fut nommé en honneur de Wilhelm Wundt. Sa désignation provisoire était 1907 ZS.